# Angerville-la-Martel
Angerville-la-Martel è un comune francese di 905 abitanti situato nel dipartimento della Senna Marittima nella regione della Normandia.

## Società

### Evoluzione demografica
Abitanti censiti